# Réserve spéciale de Beza Mahafaly

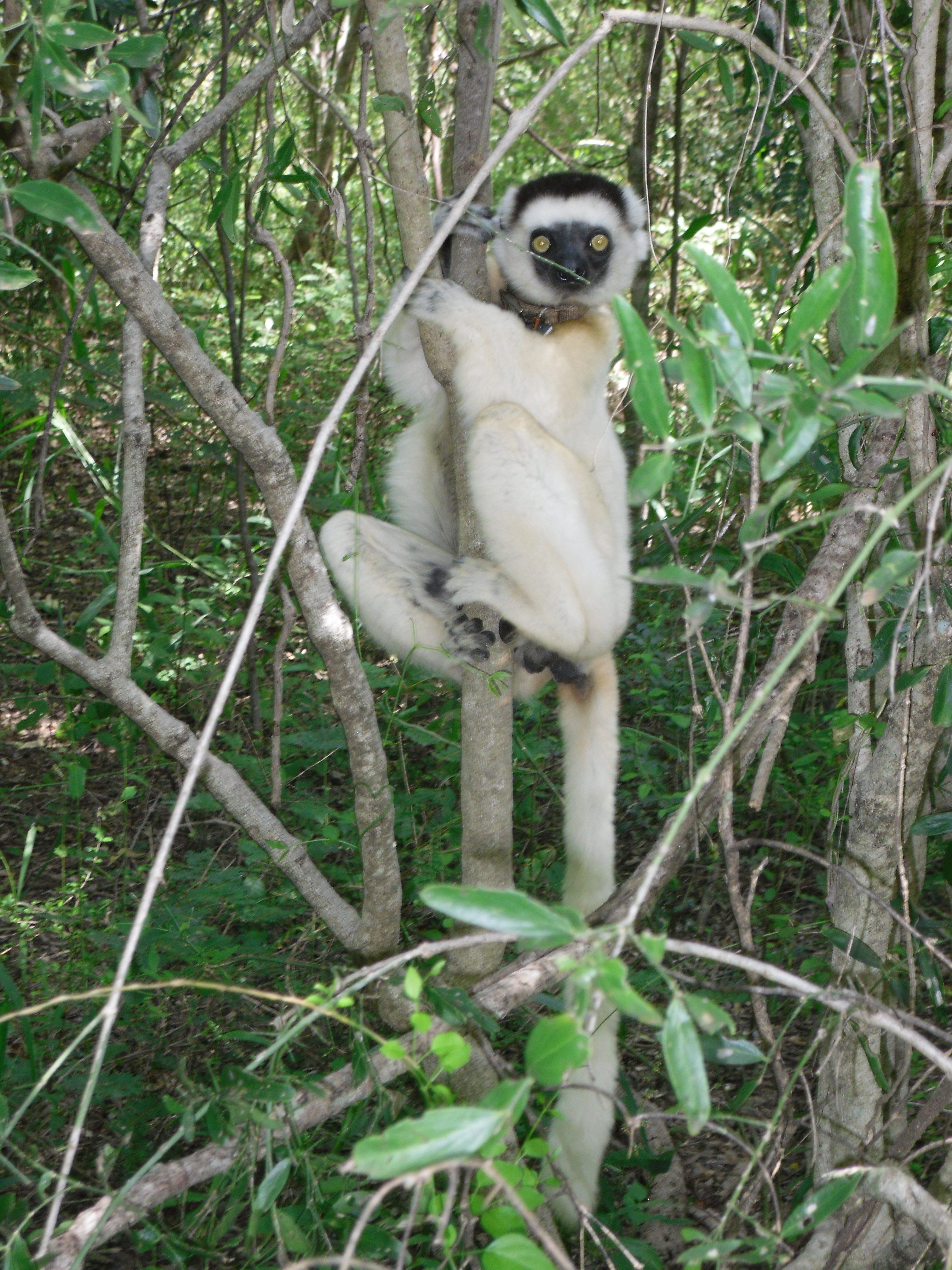
le Propithèque de Verreaux (Propithecus verreauxi).

La réserve spéciale de Beza Mahafaly fait partie du réseau d'aires protégées de Madagascar. Créée par en 1986, elle couvre une superficie de 600 ha et est formée de deux parcelles distantes de 10 km.
Elle abrite la seule forêt-galerie protégée malgache.
La réserve est actuellement gérée par Madagascar National Parks. Une partie du financement est assurée par la Fondation pour les aires protégées et la biodiversité de Madagascar.

## Géographie
Elle est située à 35 km au nord-est de Betioky dans la région d'Atsimo-Andrefana.

## Mammifères
Cette réserve abrite en particulier des
- Lémurs catta.
- Propithèque de Verreaux (Propithecus verreauxi)
- Lépilémur à pattes blanches
- Microcèbe gris-roux

## Oiseaux
Elle abrite aussi de nombreuses espèces aviennes :
- Bihoreau gris
- Crabier chevelu
- Héron garde-bœufs
- Aigrette ardoisée
- Aigrette dimorphe
- Ombrette
- Canard à bosse
- Baza malgache
- Milan royal
- Polyboroide rayé
- Épervier de Madagascar
- Épervier de Frances
- Buse de Madagascar
- Faucon de Newton
- Faucon à ventre rayé
- Faucon concolore
- Faucon pèlerin
- Caille de Madagascar
- Pintade mitrée
- Turnix de Madagascar
- Râle de Cuvier
- Ganga masqué
- Tourterelle peinte
- Pigeon vert de Madagascar ou Colombar maïtsou
- Colombe à masque de fer ou Tourtelette masquée
- Perroquet vasa
- Perroquet noir
- Inséparable à tête grise
- Coucou de Madagascar
- Coua géant
- Coua coureur
- Coua à tête rousse
- Coua huppé
- Coucal malgache